# Escorça terrestre

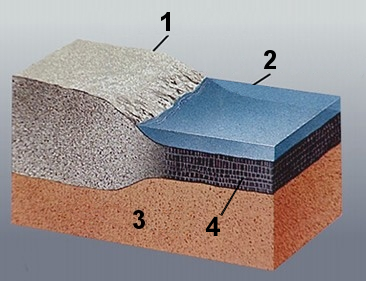
1: Escorça continental. 2: Oceà. 3: Mantell superior. 4: Escorça oceànica.

L'escorça terrestre és la part sòlida i més externa de la Terra. Representa l'1% del volum del planeta. Està constituïda per minerals que s'agrupen i formen roques. És discontínua a causa del fet que té plaques tectòniques que es mouen. És molt dinàmica amb una gran activitat geològica. Té un gruix variable d'entre 5 i 50 km de mitjana. Gràcies als components atmosfèrics i climatològics propis del medi és l'única capa propícia als biòtops. A l'interior del mantell superior hi ha una alta discontinuïtat que es troba a una profunditat molt variable. La part més externa del mantell superior està fermament unida amb l'escorça, formant un conjunt compacte que rep el nom de litosfera.
La Terra té tres capes: l'escorça, el mantell i el nucli, l'escorça jeu sobre el mantell, una configuració que és estable perquè el mantell superior està format per peridotita i, per tant, és significativament més dens que l'escorça. El límit entre l'escorça i el mantell se situa convencionalment en la discontinuïtat de Mohorovičić, un límit definit per un contrast en la velocitat sísmica. L'escorça està formada per roques sòlides i minerals. Sota l'escorça es troba el mantell, també compost majoritàriament per roques i minerals sòlids, però esquitxat de zones mal·leables de magma semisòlid. Al centre de la Terra hi ha un nucli metàl·lic calent i dens.
Les capes de la Terra interactuen constantment entre si, i l'escorça i la part superior del mantell formen part d'una única unitat geològica anomenada litosfera. La profunditat de la litosfera varia, i la discontinuïtat de Mohorovicic (el Moho) —el límit entre el mantell i l'escorça— no existeix a una profunditat uniforme.
La temperatura de l'escorça augmenta amb la profunditat, assolint valors que solen oscil·lar entre 100 °C i 600 °C al límit amb el mantell subjacent. La temperatura augmenta fins a 30°C per cada quilòmetre localment a la part superior de l'escorça.
S'ha plantejat que la primera escorça a la Terra es va formar fa 4.400-4.550 milions d'anys. Els Volums de l'escorça terrestre no han estat constants sinó que es creu que han augmentat a través de l'Escala temporal geològica. Se sap que fa 2500 milions d'anys ja existia una massa formidable d'escorça; abans d'això se suposa que hi va haver molt reciclatge d'escorça cap al mantell. El creixement, és a dir, l'augment en volum de l'escorça, es creu que ha passat episòdicament amb dos esdeveniments més grans: un fa 2500-2700 milions d'anys i un altre fa 1.700-1.900 milions d'anys.
La majoria dels planetes tenen escorces força uniformes, la Terra, però, té dos tipus diferents: escorça continental i escorça oceànica. Aquests dos tipus tenen diferents composicions químiques i propietats físiques i es van formar per diferents processos geològics.

## Tipus d'escorça
Hi ha dos tipus de litosfera i, per tant, dos tipus d'escorça terrestre:
- Litosfera continental: Formada per escorça continental i part del mantell superior. Arriba a tenir un gruix de quasi 300 km sota les cadenes muntanyoses, mentre que a les zones planes continentals el gruix és d'uns 100 km. L'escorça continental fa de 30 a 50 km i majoritàriament composta per roques menys denses i més fèlsiques, com el granit.
- Litosfera oceànica: Constituïda per escorça oceànica i part del mantell superior. Té un gruix de menys de 100 km a les zones més antigues dels oceans, i de menys de 20 km a les zones més joves dels oceans. L'escorça oceànica té un gruix de 5 a 10 km i es compon principalment de roques més denses, més màfiques, com el basalt, la peridotita i el gabre.

Atès que l'escorça continental i oceànica és menys densa que el mantell inferior, els dos tipus d'escorça "suren" sobre el mantell. Això és isostàsia, i també és una de les raons per les quals l'escorça continental és més elevada que l'oceànica: la continental és menys densa i, per tant, "flota" més alta. A conseqüència d'això, l'aigua s'agrupa a sobre de l'escorça oceànica, formant els oceans.
La temperatura de l'escorça augmenta amb la profunditat i assoleix valors típics en el rang des d'aproximadament 200 °C fins a 400 °C al límit amb el mantell subjacent. La temperatura augmenta de 15 °C fins a 30 °C per cada quilòmetre aprofundit localment a la part superior de l'escorça, però el gradient geotèrmic és més petit en l'escorça més profunda.

### Composició
L'escorça continental té una composició mitjana similar a la de l'andesita. Els minerals més abundants de l'escorça continental terrestre són els feldespats, que constitueixen aproximadament el 41% de l'escorça en pes, seguits de quars al 12% i els piroxens a l'11%. L'escorça continental està enriquida amb elements incompatibles en comparació amb l'escorça oceànica basal i molt enriquida en comparació amb el mantell subjacent. Encara que l'escorça continental comprèn només un 0,6% en pes del silicat a la Terra, conté del 20% al 70% dels elements incompatibles amb les capes inferiors.
| Elements més abundants en l'escorça terrestre | % aproximat en pes |
| --------------------------------------------- | ------------------ |
| O                                             | 46,6               |
| Si                                            | 27,7               |
| Al                                            | 8,1                |
| Fe                                            | 5,0                |
| Ca                                            | 3,6                |
| Na                                            | 2,8                |
| K                                             | 2,6                |
| Mg                                            | 1,5                |

| Òxid         | Percentatge |
| ------------ | ----------- |
| SiO₂         | 60,6        |
| Al₂O₃        | 15,9        |
| CaO          | 6,4         |
| MgO          | 4,7         |
| Na₂O         | 3,1         |
| Fe com a FeO | 6,7         |
| K₂O          | 1,8         |
| TiO₂         | 0,7         |
| P₂O₅         | 0,1         |

Abundància (fracció atòmica) dels elements químics de l'escorça continental superior de la Terra en funció del nombre atòmic. Els elements més rars de l'escorça (mostrats en groc) no són els més pesats, sinó que són els elements sideròfils (els agrada el ferro) en la classificació d'elements de Goldschmidt. Aquests s'han esgotat per la reubicació més profunda del nucli de la Terra. La seva abundància en els materials de meteoroides és més alta. A més, el tel·luri i el seleni s'han esgotat de l'escorça a causa de la formació d'hidrurs volàtils.

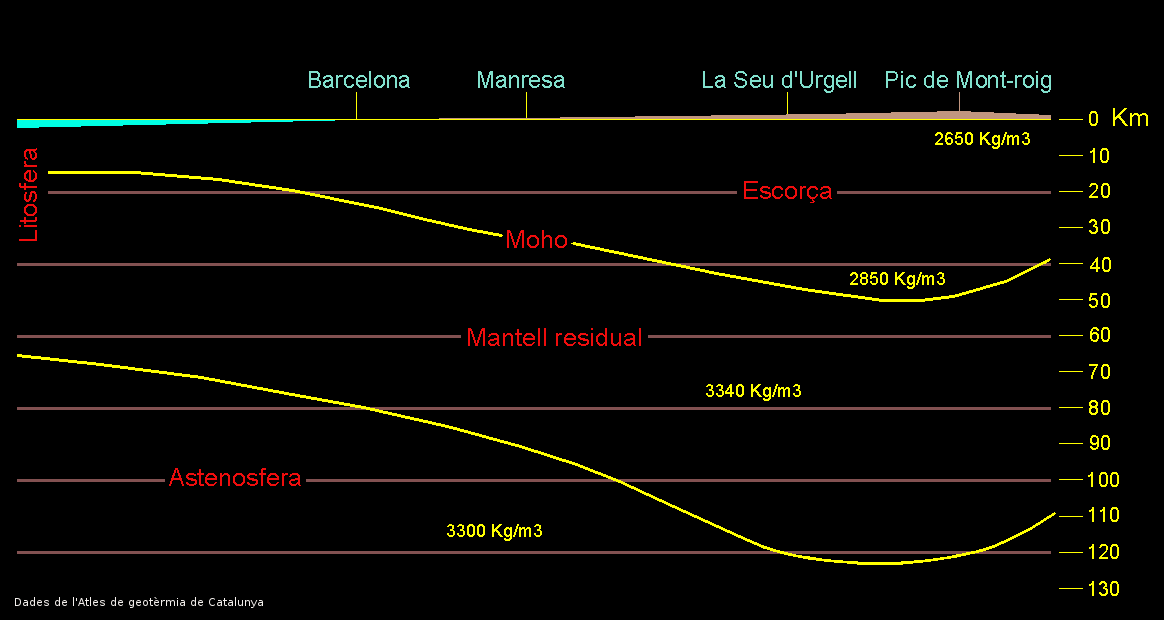
Escorça a Catalunya. Moho: Discontinuïtat. Es pot observar la diferència de valors de densitats mitjanes entre el mantell i l'escorça. També les profunditats i llur variació per efecte isostàtic.

Tots els altres components, excepte l'aigua, només es troben en quantitats molt reduïdes i el total és inferior a l'1%. Les estimacions de densitat mitjana per a l'escorça superior oscil·len entre 2,69 i 2,74 g/cm³ i per a l'escorça inferior entre 3,0 i 3,25 g/cm³.

### Formació i evolució
La Terra es va formar fa uns 4.600 milions d'anys a partir d'un disc de pols i gas en òrbita al Sol recentment format. Es va formar a través de l'acreció, on planetesimals i altres cossos rocosos més petits van xocar i unir, creixent gradualment fins a esdevenir un planeta. Aquest procés va generar una gran quantitat de calor, la qual cosa va provocar que la Terra es va fondre per complet. A mesura que l'acreció planetària es va desaccelerar, la Terra va començar a refredar-se, formant la seva primera escorça, anomenada escorça primària o primordial.
Aquesta escorça va ser probablement destruïda repetidament per grans impactes, després reformada a partir de l'oceà de magma que va deixar l'impacte. Cap de les escorces primàries de la Terra ha sobreviscut fins avui; tot va ser destruït per l'erosió, els impactes i la tectònica de plaques durant els últims mil milions d'anys. Des de llavors, la Terra ha estat formant escorça secundària i terciària. L'escorça secundària es forma en centres de propagació de l'oceà mitjà, on la fusió parcial del mantell subjacent produeix magmes basàltics i noves formes d'escorça oceànica. Aquesta "empenta de la cresta" és una de les forces motores de la tectònica de plaques, i constantment crea una nova escorça oceànica. Això vol dir que l'escorça antiga s'ha de destruir en algun lloc, de manera que, enfront d'un centre de propagació, normalment hi ha una zona de subducció: una trinxera en la qual es col·loca una placa oceànica al mantell. Aquest procés constant de crear nova escorça oceànica i destruir l'antiga corfa de l'oceà fa que l'escorça marina més antiga de la Terra tingui uns 200 milions d'anys d'antiguitat. En canvi, la major part de l'escorça continental és molt més antiga. Les roques de les crostes continentals més antigues de la Terra tenen edats en el rang d'entre 3,7 i 4,28 milions d'anys i s'han trobat al Terreny de Gneiss de Narryer a Austràlia Occidental, als Territoris de Gneiss d'Acasta als Territoris del Nord-oest, a l'Escut Canadenc, i a altres regions cratòniques com les de l'escut Fennoscandià. En el Terreny Narryer de Gneiss s'ha trobat zirconi amb una antiguitat tan gran com 4,3 mil milions d'anys.
L'edat mitjana de l'escorça continental actual de la Terra s'ha estimat en aproximadament 2,0 bilions d'anys. La majoria de les roques formades abans de fa 2.500 milions d'anys es troben en cratons. Aquesta antiga corfa continental i l'astenosfera del mantell subjacent són menys denses que en altres parts de la Terra i, per tant, no són fàcilment destruïdes per la subducció. La formació de nova escorça continental està lligada a períodes d'orogènia intensa; aquests períodes coincideixen amb la formació dels supercontinents com Rodínia, Pangea i Gondwana. L'escorça es forma, en part, per l'agregació d'arcs insulars, inclosos els cinturons de granit i metamòrfic, i es conserva en part per l'esgotament del mantell subjacent per formar un mantell litosfèric flotant.

## Exploració

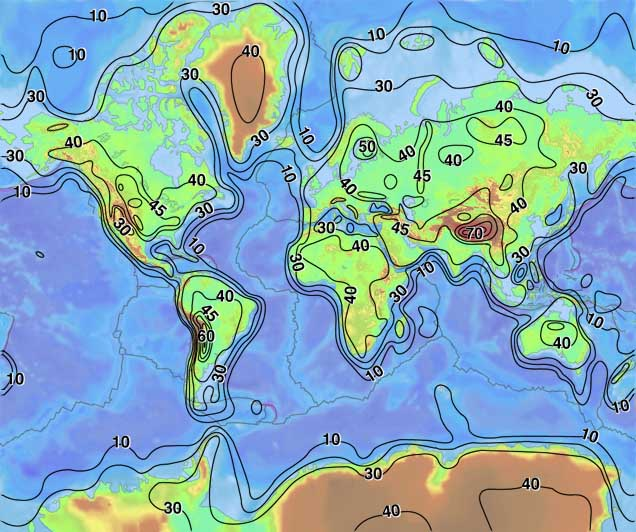
Mapa de l'espessor de l'escorça terrestre.

Si bé la superfície de la Terra ha estat investigada, cartografiada i els seus accidents geogràfics interpretats des de l'antiguitat, la geologia de les capes subjacents de l'escorça terrestre només s'ha investigat des del segle xviii.
El fet que la temperatura baixi es coneix des de fa milers d'anys gràcies a les mines i és evident gràcies al vulcanisme. Els terratrèmols també van permetre treure'n algunes conclusions primerenques. Per tant, a l'antiguitat primerenca se suposava que les capes més profundes de la Terra estaven foses. Els filòsofs naturals grecs ja estaven pensant en l'estructura i la formació exacta de la Terra.
La perforació més profunda per explorar l'escorça terrestre és la perforació de Kola (1970-1989); Va aconseguir una profunditat rècord de 12.262 metres a la península russa de Kola. A Alemanya, la perforació profunda continental (KTB) (1987-1995) va assolir una profunditat de 9.101 metres. La perforació es va aturar a aquesta profunditat perquè les temperatures eren més altes del que s'esperava (vegeu nivell de profunditat geotèrmica).
L'escorça terrestre sota els oceans té només una fracció de la grossària que es troba sota els continents. No obstant això, perforar al fons de les profunditats marines des d'un vaixell a la superfície del mar és tècnicament més complex. El vaixell d'investigació japonès Chikyū (en servei el 2005) intenta per primera vegada perforar forats de fins a 7 km de profunditat al fons marí per penetrar l'escorça terrestre oceànica. El 2023, el vaixell de recerca xinès Mengxiang va rebre el seu nom i està destinat a perforar l'escorça terrestre fins al mantell.